# Cuy-Saint-Fiacre
Cuy-Saint-Fiacre är en kommun i departementet Seine-Maritime i regionen Normandie i norra Frankrike. Kommunen ligger i kantonen Gournay-en-Bray som tillhör arrondissementet Dieppe. År 2022 hade Cuy-Saint-Fiacre 631 invånare.

## Befolkningsutveckling
Antalet invånare i kommunen Cuy-Saint-Fiacre
| Referens: INSEE |